# Gerber (format de fichier)
Pour les articles homonymes, voir Gerber.
Le format de fichier Gerber est le standard utilisé pour transmettre des informations concernant la fabrication des circuits imprimés. Il contient la description des diverses couches de connexions électriques (les pistes, les pastilles, les plages CMS, les vias…).
De tels fichiers sont généralement générés par des logiciels de CAO électronique et sont envoyés à des fabricants spécialisés qui les chargent dans un logiciel de fabrication assistée par ordinateur (FAO).
Le format Gerber a été créé originellement par la société américaine Gerber Systems Corp. Le format est actuellement propriété de la société belge Ucamco au travers d'une acquisition. Ucamco continue de développer le format et crée des révisions de la spécification de temps en temps,,.
La spécification actuelle est Gerber version 2, révision J4 datant de novembre 2014. La version 1 était purement graphique, mais avec version 2 Ucamco a étendu le format avec des attributs contenant des informations complémentaires.
Les spécifications peuvent être téléchargées gratuitement à partir de la page de téléchargement de Ucamco.
Il y a deux variantes, :
- RS-274-D ou Standard Gerber, qui est obsolète
- RS-274X ou Gerber étendu, qui est actuellement utilisé

Un exemple de fichier Gerber:
```
 G04 Shorter version of Gerber X2 Example Job 1, created by Filip Vermeire, Ucamco*
 %TF.FileFunction,Copper,Bot,L4*%
 %TF.Part,Single*%
 %FSLAX35Y35*%
 %MOMM*%
 %TA.AperFunction,Conductor*%
 %ADD10C,0.15000*%
 %TA.AperFunction,ViaPad*%
 %ADD11C,0.75000*%
 %TA.AperFunction,ComponentPad*%
 %ADD12C,1.60000*%
 %ADD13C,1.70000*%
 %SRX1Y1I0.00000J0.00000*%
 G01*
 G75*
 %LPD*%
 D10*
 X7664999Y3689998D02*
 X8394995D01*
 X8439999Y3734999D01*
 X9369999D01*
 D11*
 X7664999Y3689998D03*
 X8359999Y1874998D03*
 X9882998Y3650498D03*
 D12*
 X4602988Y7841488D03*
 D13*
 X10729976Y2062988D03*
 X10983976D03*
 X11237976D03*
 M02*

```